# Granica Czechosłowacji z Niemiecką Republiką Demokratyczną
Granica Czechosłowacji z Niemiecką Republiką Demokratyczną − nieistniejąca już granica międzypaństwowa, ciągnąca się na długości ok. 350 km od trójstyku z Niemiecką Republiką Federalną na zachodzie do trójstyku z Polską na wschodzie.
Biegła ona wzdłuż Rudaw do trójstyku z Polską, przebiegając tak samo jak fragment obecnej czesko-niemieckiej.
W 1990 roku NRD zjednoczyło się z RFN, dwa lata później rozpadła się Czechosłowacja.